# Ediciones Martínez Roca
Ediciones Martínez Roca es una editorial española fundada en Barcelona en 1965 por Francisco Martínez Roca (1923-1998). Tras ser adquirida por el Grupo Planeta en 1992 continuó afincada en Barcelona hasta que en 2002 Planeta trasladó su sede a Madrid.

## Historia
Francisco Martínez Roca fundó Ediciones Martínez Roca en 1965 después de su ruptura con Editorial Grijalbo, cuya delegación española creó en Barcelona en 1958 y que con la ayuda de su esposa Ramona Alsinet Suriol consiguió hacer crecer. Su hermano Manuel Martínez Roca no participó de la fundación de Ediciones Martínez Roca sino que se incorporó posteriormente.  «Planeta negocia la compra de acciones de Martínez Roca», artículo publicado en El País el 11 de abril de 1990 La llegada de Finakey a la jerarquía de la empresa (con Manuel Martínez Roca como representante) provocó una reorganización de sus altos cargos y en particular el despido, en junio de 1990, de Francisco Martínez Roca (en tanto que administrador gerente) y de su hija Carmen Martínez Alsinet (en tanto que directora de la colección «Alcor»). En julio le llegó el turno al hermano de esta última, Manuel Martínez Alsinet, cuando fue despedido de su cargo de director editorial. En septiembre de 1990 el Grupo Planeta compró las acciones de Finakey y se convirtió a su vez en accionista al 50%, a pesar de haber afirmado en comunicados oficiales que no tenía intenciones de compra para con Martínez Roca. En realidad el Grupo Planeta no tardó más de dos años en convertirse en accionista mayoritario al comprar en 1992 la casi totalidad del resto de las acciones, integrando de este modo a Martínez Roca en su plantilla de editoriales subsidiarias.
El 9 de diciembre de 1998 se daba sepultura en Cabrils al fundador de la editorial, Francisco Martínez Roca, que había fallecido a la edad de 75 años el 7 de diciembre, y cuatro años después, en octubre de 2002, Planeta trasladaba la sede barcelonesa de Martínez Roca a la sede que todavía ocupa hoy en Madrid.

## Línea editorial
Ediciones Martínez Roca ha publicado una gran variedad de libros, aunque se la conoce sobre todo por sus colecciones de novela juvenil, ocultismo, ciencia ficción y terror, deportes, sexualidad, salud y naturismo, psicología o  ajedrez (con autores como Ludek Pachman, Vassily Smyslov, Mikhail Tal, Anthony Saidy, Bruce Pandolfini, Ángel Martín), novela histórica (con autores como Almudena de Arteaga, María Teresa Álvarez García, Mercedes Salisachs, Jesús Sánchez Adalid o Pedro Piqueras), fantasía heroica (con autores como Robert E. Howard, Lyon Sprague de Camp, Lin Carter, Robert Jordan, Michael Moorcock o Terry Pratchett), biografías y testimonios (con autores como Mario Conde, Irene Villa o Isabel Sartorius, entre otros), libros de cocina (con éxitos editoriales como Los dulces de las monjas y El puchero de las monjas) y libros prácticos tanto para la vida cotidiana como para la vida espiritual, al igual que libros de esoterismo. Actualmente, la editorial también se ha especializado en publicar los libros de youtubers.

## Premios organizados y otorgados por Ediciones Martínez Roca
- Desde 1999 Ediciones Martínez Roca organiza y concede el Premio Espiritualidad.[12]
- Desde el año 2001 Ediciones Martínez Roca organiza el jurado y la entrega del Premio de Novela Histórica Alfonso X El Sabio.[13]
- Desde el año 2009 Ediciones Martínez Roca otorga el Premio Abogados de Novela, conjuntamente con el Consejo General de la Abogacía Española y la Mutualidad de la Abogacía.

## Colecciones
La Agencia Española del ISBN registra más de 3.800 títulos atribuidos a Ediciones Martínez Roca, lo que representa en realidad únicamente una parte de sus publicaciones. Las siguientes colecciones y listas de títulos son sólo algunos ejemplos de tan importante volumen editorial. Las fechas de publicación indicadas para los títulos de estas colecciones no son nunca las del país de origen de cada obra (en el caso de tratarse de una traducción) sino que son siempre las de la publicación en España por parte de Martínez Roca:

### «Alcor»
- Jack Fritscher, Mapplethorpe: el fotógrafo del escándalo, 1995, ISBN 84-270-2027-9.
- Violaine Vanoyeke, Ramsés III, 1997, ISBN 84-270-2189-5.
- Peter Wyden, La guerra apasionada, 1997, ISBN 84-270-2195-X.
- Leslie Forbes, Bombay ice, 1998, ISBN 84-270-2396-0.
- Henry James (1843-1916), Las alas de la paloma, 1998, ISBN 84-270-2315-4.
- Roberto Martín, Cierra los ojos, 1998, ISBN 84-270-2383-9.
- Nien Cheng, La dama de Shanghai, 1998, ISBN 84-270-2411-8.
- Aimee E. Liu, La montaña de las nubes, 1998, ISBN 84-270-2330-8.
- Nawal Al-Sa'dawi, La mujer que buscaba, 1998, ISBN 84-270-2388-X.
- Carmen del Val, Nacho Duato: por vos muero, 1998, ISBN 84-270-2322-7.
- Narciso Ibáñez Serrador, El regreso y otras historias para no dormir, 1998, ISBN 84-270-2320-0.
- Nayib Mahfuz (1911-2006), Palacio del deseo, 1999, ISBN 84-270-2449-5.
- Nayib Mahfuz (1911-2006), Tras la celosía, 1999, ISBN 84-270-2516-5.
- José Montero Alonso, Sucedió en palacio, 1999, ISBN 84-270-2465-7.
- Dorit Rabinyan, Novias persas, 1999, ISBN 84-270-2468-1.
- Calixthe Beyala, África en el corazón, 1999, ISBN 84-270-2414-2.
- José Luis Olaizola, Los amores de San Juan de la Cruz, 1999, ISBN 84-270-2500-9.
- Carlos Herrera, Catálogo de pequeños placeres, 1999, ISBN 84-270-2453-3.
- Miguel Aranguren, Hijos del paraíso, 1999, ISBN 84-270-2510-6.
- Al-Sa'dawi, Nawal, Las lágrimas de Hamida, 1999, ISBN 84-270-2505-X.
- Amando de Miguel, El libro de las preguntas, 1999, ISBN 84-270-2521-1.
- Latife Tekin, El pañuelo turco, 2000, ISBN 84-270-2568-8.
- Amalia Gómez Gómez, El arte de saber respetar: la tolerancia en la vida cotidiana, 2001, ISBN 84-270-2662-5.
- Stella Müller-Madej, La niña de la lista de Schindler, 2009, ISBN 978-84-270-3559-1.

### «Saga Conan»
Ninguno de los títulos de la colección sobre Conan el Bárbaro es de Robert E. Howard (1906-1936), autor de las aventuras originales del personaje, a pesar de que se usara su nombre para firmar algunos compendios o novelas de esta colección (como Conan de las islas, n° 17 de la colección, novela que Lyon Sprague de Camp no firmó con su propio nombre sino con el de Howard). Para una edición sistemática y fiel a los relatos originales de Robert E. Howard véase la edición traducida y publicada por Timunmas, que al igual que Martínez Roca es una editorial del Grupo Planeta.
La «saga Conan» tiene su propia numeración en el seno de la numeración de la colección titulada «Fantasy» (y el característico lomo de color azul celeste, a diferencia del resto de la colección, que utilizaba el amarillo); las cifras entre paréntesis indican la posición del volumen en esta última:
- Conan 1 (42), Conan, Robert Ervin Howard, 1995, ISBN 84-270-1984-X.
- Conan 2 (43), Conan el cimmerio, 1995, Robert Ervin Howard, ISBN 84-270-1985-8.
- Conan 3 (44), Conan el pirata, Robert Ervin Howard, 1995, ISBN 84-270-1991-2.
- Conan 4 (45), Conan el vagabundo, Robert Ervin Howard, 1995, ISBN 84-270-2017-1.
- Conan 5 (48), Conan el aventurero, Robert Ervin Howard, 1995, ISBN 84-270-2031-7.
- Conan 6 (49), Conan el bucanero, Robert Ervin Howard, 1995, ISBN 84-270-2039-2.
- Conan 7 (50), Conan el invencible, Robert Jordan, 1995, ISBN 184-270-2065-1.
- Conan 8 (51), Conan el defensor, Robert Jordan, 1995, ISBN 84-270-2066-X.
- Conan 9 (52), Conan el guerrero, Robert Ervin Howard, 1996, ISBN 84-270-2081-3.
- Conan 10 (53), Conan el invicto, Robert Jordan, 1996, ISBN 84-270-2082-1.
- Conan 11 (54), Conan el usurpador, Robert Ervin Howard, 1996, ISBN 84-270-2112-7.
- Conan 12 (55), Conan el conquistador, Robert Ervin Howard, 1996, ISBN 84-270-2113-5.
- Conan 13 (56), Conan el vengador, Robert Ervin Howard, 1996, ISBN 84-270-2125-9.
- Conan 14 (57), Conan y el camino de los reyes, Karl Edward Wagner, 1996, ISBN 84-270-2126-7.
- Conan 15 (58), Conan de Aquilonia, Robert Ervin Howard, 1996, ISBN 84-270-2142-9.
- Conan 16 (59), Conan, la espada de Skelos, Andrew Offutt, 1996, ISBN 84-270-2143-7.
- Conan 17 (60), Conan de las Islas, Robert Ervin Howard, 1997, ISBN 84-270-2178-X.
- Conan 18 (61), Conan el libertador, Karl Edward Wagner, 1997, ISBN 84-270-2179-8.
- Conan 19 (62), Conan el rebelde, Poul Anderson, 1997, ISBN 84-270-2218-2.
- Conan 20 (63), Conan y el dios araña, L. Sprague De Camp, 1997, ISBN 84-270-2219-0.
- Conan 21 (64), Conan el triunfador, Robert Jordan, 1997, ISBN 84-270-2230-1.
- Conan 22 (65), Conan el destructor, Robert Jordan, 1997, ISBN 84-270-2231-X.
- Conan 23 (66), Conan el intrépido, Steve Perry, 1998, ISBN 84-270-2372-3.
- Conan 24 (67), Conan el victorioso, Robert Jordan, 1998, ISBN 84-270-2373-1.

### «Fantasy»
Esta colección incluye numerosas novelas de fantasía heroica o de género fantástico en general. Series de novelas muy conocidas de esta colección son por ejemplo las del escritor británico Michael Moorcock (Elric de Melniboné, Portadora de tormentas, El campeón eterno etc.) o las de tono más humorístico de Terry Pratchett (también británico), con su universo paródico y absurdo: el Mundodisco. De las 41 novelas ambientadas en el Mundodisco, Martínez Roca tradujo al castellano y publicó las doce primeras (a excepción de la n.º 9) en sus colecciones Fantasy y Gran Fantasy entre 1989 y 1994. Las más conocidas siguen siendo, hoy en día, las dos primeras, que Martínez Roca publicó en «Fantasy»: El color de la magia y La luz fantástica.
Una característica común a los libros de esta colección es la de presentar el lomo de cada volumen en color amarillo, con la notable excepción de los títulos dedicados a Conan el Bárbaro, que los lucían en color azul celeste.
- 1, Volkhavaar, Tanith Lee, 1985, ISBN 84-270-0958-5.
- 2, Espadas y demonios (Fafhrd y el Ratonero Gris I), Fritz Leiber, 1985, ISBN 84-270-0959-3.
- 3, Los mejores relatos de Fantasía I, Varios Autores (Recopilación de Avram Dadidson), 1985, ISBN 84-270-0969-1.
- 4, El campeón eterno, Michael Moorcock, 1985, ISBN 84-270-0970-4.
- 5, Dilvish, el maldito (Dilvish, el maldito I), Roger Zelazny, 1985, ISBN 84-270-0993-3.
- 6, Los mejores relatos de Fantasía II, Varios Autores (Recopilación de Ellen Kushner), 1985, ISBN 84-270-0994-1.
- 7, El ciervo blanco (La isla I), Nancy Springer, 1986, ISBN 84-270-1011-7.
- 8, Espadas contra la muerte (Fafhrd y el Ratonero Gris II), Fritz Leiber, 1986, ISBN 84-270-1012-5.
- 9, El valle del gusano, Robert E. Howard, 1986, ISBN 84-270-1055-9.
- 10, Los mejores relatos de Fantasía III, Varios Autores (Recopilación de Maxim Jakubowski), 1986, ISBN 84-270-1056-7.
- 11, Elric de Melniboné (Elric de Melniboné I), Michael Moorcock, 1986, ISBN 84-270-1057-5.
- 12, El señor de la noche, Tanith Lee, 1986, ISBN 84-270-1063-X.
- 13, El libro de los tres (Crónicas de Prydain I), Lloyd Alexander, 1987, ISBN 84-270-1095-8.
- 14, Gusanos de la tierra, Robert E. Howard, 1987, ISBN 84-270-1100-8.
- 15, La atalaya, Elizabeth A. Lynn, 1987, ISBN 84-270-1142-3.
- 16, Espadas entre la niebla (Fafhrd y el Ratonero Gris III), Fritz Leiber, 1987, ISBN 84-270-1156-3.
- 17, El caldero mágico (Crónicas de Prydain II), Lloyd Alexander, 1988, ISBN 84-270-1179-2.
- 18, El último unicornio, Peter S. Beagle, 1988, ISBN 84-270-1199-7.
- 19, Marinero de los mares del destino (Elric de Melniboné II), Michael Moorcock, 1988, ISBN 84-270-1224-1.
- 20, El crepúsculo de la magia, Lord Dunsany, 1988, ISBN 84-270-1239-X.
- 21, Espadas contra la magia (Fafhrd y el Ratonero Gris IV), Fritz Leiber, 1989, ISBN 84-270-1292-6.
- 22, La tierra cambiante (Dilvish, el maldito II), Roger Zelazny, 1989, ISBN 84-270-1310-8.
- 23, El color de la magia (Mundodisco I), Terry Pratchett, 1989, ISBN 84-270-1341-4.
- 24, El misterio del Lobo Blanco (Elric de Melniboné III), Michael Moorcock, 1989, ISBN 84-270-1386-8.
- 25, Las espadas de Lankhmar (Fafhrd y el Ratonero Gris V), Fritz Leiber, 1990, ISBN 84-270-1394-9.
- 26, El castillo de Llyr (Crónicas de Prydain III), Lloyd Alexander, 1990, ISBN 84-270-1426-0.
- 27, La torre evanescente (Elric de Melniboné IV), Michael Moorcock, 1990, ISBN 84-270-1456-2.
- 28, Espadas y magia helada (Fafhrd y el Ratonero Gris VI), Fritz Leiber, 1990, ISBN 84-270-1468-6.
- 29, La luz fantástica (Mundodisco II), Terry Pratchett, 1991, ISBN 84-270-1492-3.
- 30, La maldición de la Espada Negra (Elric de Melniboné V), Michael Moorcock, 1991, ISBN 84-270-1533-X.
- 31, Portadora de tormentas (Elric de Melniboné VI), Michael Moorcock, 1991, ISBN 84-270-1560-7.
- 32, Taran el vagabundo (Crónicas de Prydain IV), Lloyd Alexander, 1992, ISBN 84-270-1599-2.
- 33, La hermandad de las espadas (Fafhrd y el Ratonero Gris VII), Fritz Leiber, 1992, ISBN 84-270-1658-1.
- 34, Rey Kull, Robert E. Howard, 1993, ISBN 84-270-1712-X.
- 35, La fortaleza de la perla (Elric de Melniboné VII), Michael Moorcock, 1993, ISBN 84-270-1761-8.
- 36, La venganza de la rosa (Elric de Melniboné VIII), Michael Moorcock, 1993, ISBN 84-270-1806-1.
- 37, El gran Rey (Crónicas de Prydain V), Lloyd Alexander, 1994, ISBN 84-270-1825-8.
- 38, El toro y la lanza (Segunda Trilogía de Corum I), Michael Moorcock, 1994, ISBN 84-270-1875-4.
- 39, El roble y el carnero (Segunda Trilogía de Corum II), Michael Moorcock, 1994, ISBN 84-270-1891-6.
- 40, La espada y el corcel (Segunda Trilogía de Corum III), Michael Moorcock, 1994, ISBN 84-270-1926-2.
- 41, Jhereg. Intriga en el Castillo Negro (Vlad Taltos I), Steven Brust, 1995, ISBN 84-270-1961-0.
- 42, Utilizado por la subserie de Conan
- 43, Utilizado por la subserie de Conan
- 44, Utilizado por la subserie de Conan
- 45, Utilizado por la subserie de Conan
- 46, Yendi. Duelo de rufianes (Vlad Taltos II), Steven Brust, 1995, ISBN 84-270-2004-X.
- 47, Teckla. Revuelta en Adrilankha (Vlad Taltos III), Steven Brust, 1995, ISBN 84-270-2016-3.

### «Gran Fantasy»
Como ejemplo de los numerosos volúmenes de la colección «Gran Fantasy» pueden citarse las ya mencionadas novelas de Terry Pratchett, ambientadas en su Mundodisco, o las de Gene Wolfe, entre otras.
Gene Wolf
- Soldado de la niebla[19] (1988)
- Soldado de Areté[20] (1991)
- Puertas[21] (1994)

## Juegos de rol
En los años 90, con el éxito que estaban obteniendo los juegos de rol en España, Martínez Roca decidió lanzarse en el mercado del rol. Tradujo y publicó su primer juego de rol en 1995: Castillo de Falkenstein (del estadounidense Mike Pondsmith), un juego ambientado en un universo de estilo steampunk. Sin embargo la principal línea de productos de rol de Martínez Roca se constituyó a partir de 1998 cuando adquirió los derechos de traducción y publicación del juego de rol estrella de la editorial estadounidense TSR: Advanced Dungeons & Dragons, licencia que Ediciones Zinco ya había explotado desde 1992 y que volvía a estar disponible en 1998 debido a la quiebra de Zinco. La edición de Advanced Dungeons & Dragons que Ediciones Zinco había traducido y comercializado en España era la segunda, de la que hubo una reedición revisada y corregida en Estados Unidos a partir de 1996. Fue esta última la que Ediciones Martínez Roca tradujo y comercializó en España, iniciando de este modo una nueva línea de suplementos en 1998 pero que la editorial dejó de publicar en 2000, cuando otra editorial barcelonesa, Devir Iberia, obtuvo la licencia de la tercera edición del juego. Los principales escenarios de campaña que Martínez Roca tradujo para esta nueva línea de productos de Advanced Dungeons & Dragons fueron Greyhawk (conocido como «Falcongris» en castellano) y Reinos Olvidados.
- Línea de manuales y suplementos de la segunda edición revisada de Advanced Dungeons & Dragons
  - Manual del Dungeon Master
  - Manual del Jugador
  - Manual montruoso Vol. 1[23]
  - Manual montruoso Vol. 2
  - Hojas de personaje[24]
  - Pantalla del Dungeon Master
  - Retorno a la tumba de los horrores:[25] este suplemento era una caja que contenía las traducciones en rústica de los suplementos Retorno a la tumba de los horrores (160 páginas) y La tumba de los horrores (32 páginas, una versión facsímil del clásico de Gary Gygax).

- Suplementos para Falcongris (escenario de campaña)
  - Greyhawk: Guía del jugador[26]
  - Greyhawk: La Hermandad Escarlata[27]
  - Greyhawk: Retorno a la Fortaleza de la Frontera
  - Greyhawk: Retorno a la Montaña del Penacho Blanco
  - Greyhawk: Contra los gigantes
  - Greyhawk: Los Túmulos de la Estrella[28] (Las Tumbas Perdidas Vol. 1)
  - Greyhawk: La Cripta de Lyzandred el Loco (Las Tumbas Perdidas Vol. 2)
  - Greyhawk: El Molino del Destino (Las Tumbas Perdidas Vol.3)
  - Greyhawk: El Regreso de los Ocho
  - Greyhawk: Empieza la Aventura

- Suplementos para Reinos Olvidados (escenario de campaña)
  - Reinos Olvidados: Escenario de campaña
  - Reinos Olvidados: Guía de Voló de la Costa de la Espada
  - Reinos Olvidados: Guía de Voló para Aguas Profundas
  - Reinos Olvidados: Guía de Voló para Cormyr
  - Reinos Olvidados: Guía de Voló para los Valles
  - Reinos Olvidados: La Torre Maldita

Revistas de rol
- Del mismo modo que Zinco había introducido en España la revista Dragón para la promoción de sus productos relacionados con su edición de Advanced Dungeons & Dragons, Martínez Roca introdujo a su vez en España la otra revista oficial de Dungeons & Dragons, la revista Dungeon, para la promoción de su segunda edición revisada. Dungeon, aunque redactada enteramente en español por un equipo de redacción en España, conservó su título original en inglés. Empezó a ser publicada en 1999 pero pronto fue abandonada, pues al año siguiente, con la llegada de la tercera edición del juego, la licencia fue obtenida por Devir Iberia.